# Aspergillus sydowii
Aspergillus sydowii (Bainier & Sartory) Thom & Church – gatunek grzybów z rodziny kropidlakowatych (Aspergillaceae).
Mikroskopijny grzyb chorobotwórczy.

## Systematyka i nazewnictwo
Pozycja w klasyfikacji według Index Fungorum: Aspergillus, Trichocomaceae, Eurotiales, Eurotiomycetidae, Eurotiomycetes, Pezizomycotina, Ascomycota, Fungi.
Takson ten po raz pierwszy opisali w 1913 r. Georges Bainier i Auguste Theodore Sartory) nadając mu nazwę Sterigmatocystis sydowii. Do rodzaju Aspergillus przenieśli go Charles Thom i Margaret Church w 1934 r.
Synonimy:
- Aspergillus sydowii var. achlamydosporus Nakaz. et al. 1934
- Aspergillus sydowii var. agrae K.D. Sharma & O.P. Sharma 1978
- Aspergillus sydowii var. major B.S. Mehrotra & Basu 1976
- Sterigmatocystis sydowii Bainier & Sartory 1913

## Siedlisko, morfologia i fizjologia
Aspergillus sydowii to saprotrof występujący w glebie. Może zanieczyszczać żywność. Jest dominującym grzybem na pszenicy Qu, najszerzej stosowanym źródle surowych mikroorganizmów i surowych enzymów do warzenia chińskiego wina ryżowego.
W hodowli na podłożu agarowym A. sydowii tworzy niebiesko-zielone kolonie z czerwonawo-brązowymi odcieniami. Główki konidialne są rozpostarte, a konidiofory bezbarwne, przezroczyste, gładkie o długości do 500 μm. Spęcherzyki konidioforów są kuliste lub prawie kuliste, a komórki konidiogenne są dwurzędowe – na główce wyrastają metule, a na metulach fialidy. Konidia są kolczaste, kuliste i mają średnicę 2,5–4,0 μm.

## Chorobotwórczość
A. sydowii bierze udział w powstawaniu kilku chorób człowieka, w tym aspergilozy, grzybicy paznokci i keratomykozy.
Jest chorobotwórczy również dla morskich koralowców z grupy gorgoni. W latach 90. XX wieku spowodował epizootyczną epidemię Gorgonia ventalina na Karaibach, powodując śmierć lub obrażenia wielu gorgoni. Duże osobniki były bardziej dotknięte niż małe, a reprodukcja była zmniejszona u zakażonych okazów. Koralowce broniły się zwiększoną produkcją melaniny i innych wtórnych metabolitów, w tym chitynazy i peroksydazy, oraz agregacją amebocytów w miejscu infekcji.